# Casco (Maine)
Casco és una població dels Estats Units a l'estat de Maine (EUA). Segons el cens del 2000 tenia 3.469 habitants.

## Demografia
Segons el cens del 2000, Casco tenia 3.469 habitants, 1.327 habitatges, i 958 famílies. La densitat de població era de 42,8 habitants per km².
Dels 1.327 habitatges en un 34,1% hi vivien nens de menys de 18 anys, en un 58,3% hi vivien parelles casades, en un 10,4% dones solteres, i en un 27,8% no eren unitats familiars. En el 20,4% dels habitatges hi vivien persones soles el 6,8% de les quals corresponia a persones de 65 anys o més que vivien soles. El nombre mitjà de persones vivint en cada habitatge era de 2,58 i el nombre mitjà de persones que vivien en cada família era de 2,96.
Per edats la població es repartia de la següent manera: un 25,2% tenia menys de 18 anys, un 6,5% entre 18 i 24, un 32,1% entre 25 i 44, un 24,7% de 45 a 60 i un 11,4% 65 anys o més.
L'edat mediana era de 38 anys. Per cada 100 dones de 18 o més anys hi havia 94,3 homes.
La renda mediana per habitatge era de 41.629 $ i la renda mediana per família de 49.500 $. Els homes tenien una renda mediana de 31.679 $ mentre que les dones 25.306 $. La renda per capita de la població era de 19.306 $. Entorn del 5,3% de les famílies i el 8,1% de la població estaven per davall del llindar de pobresa.